# Borcová
Borcová (ungarisch Borcfalu) ist eine Gemeinde in der Nord-Mitte der Slowakei mit 153 Einwohnern (Stand 31. Dezember 2024). Sie liegt im Okres Turčianske Teplice, einem Teil des Žilinský kraj und ist Teil der traditionellen Landschaft Turiec.

## Geographie
Die Gemeinde befindet sich im südlichen Teil des Turzbeckens auf einer Flurterrasse oberhalb des Zusammenflusses der Bäche Dolinka und Čierna voda. Das Ortszentrum liegt auf einer Höhe von 449 m n.m. und ist fünf Kilometer von Turčianske Teplice sowie 21 Kilometer von Martin entfernt.
Nachbargemeinden sind Blažovce im Norden, Mošovce im Osten, Bodorová im Süden und Jazernica im Westen.

## Geschichte
Borcová wurde zum ersten Mal 1302 als Borcfalva und als Besitz des Geschlechts Recske aus Pravno schriftlich erwähnt. Später war das Dorf Besitz eines gewissen Paul, im 16. Jahrhundert des Geschlechts Rakovszky, verblieb aber im Herrschaftsgebiet von Pravno. Ab dem 16. Jahrhundert besaßen Geschlechter wie Zablatszky, Kelemen, Thuróczi und Nyáry Ortsgüter.
1715 standen 15 Häuser im Ort. 1785 hatte die Ortschaft 22 Häuser und 111 Einwohner, 1828 zählte man 21 Häuser und 152 Einwohner, die als Landwirte beschäftigt waren.
Bis 1918 gehörte der im Komitat Turz liegende Ort zum Königreich Ungarn und kam danach zur Tschechoslowakei beziehungsweise heute Slowakei. Auch in der ersten tschechoslowakischen Republik blieb Landwirtschaft die Haupteinnahmequelle der Bevölkerung.

## Bevölkerung
| Jahr                | 1994 | 2004     | 2014     | 2024    |
| ------------------- | ---- | -------- | -------- | ------- |
| Anzahl der Personen | 111  | 126      | 148      | 153     |
| Unterschied         |      | +13,51 % | +17,46 % | +3,37 % |

| Jahr                | 2023 | 2024    |
| ------------------- | ---- | ------- |
| Anzahl der Personen | 151  | 153     |
| Unterschied         |      | +1,32 % |

Nach der Volkszählung 2011 wohnten in Borcová 126 Einwohner, davon 125 Slowaken und ein Tscheche.
47 Einwohner bekannten sich zur römisch-katholischen Kirche, 46 Einwohner zur Evangelischen Kirche A. B. und sieben Einwohner zu einer anderen Konfession. 21 Einwohner waren konfessionslos und bei fünf Einwohnern wurde die Konfession nicht ermittelt.

## Verkehr
Der nächste Bahnanschluss ist an der Haltestelle Jazernica an der Bahnstrecke Salgótarján–Vrútky (Teilstrecke Diviaky–Vrútky).